# マダバ県
マダバ県（マダバけん、アラビア語: محافظة مادبا、マーダバー県）は、ヨルダンを構成する県（ムハーファザ）の1つである。

## 概要
県都は、東ローマ時代のモザイクが残ることで知られるマダバ。県の西方には死海があるほか、旧約聖書にも登場する地名や遺跡が数多くある。

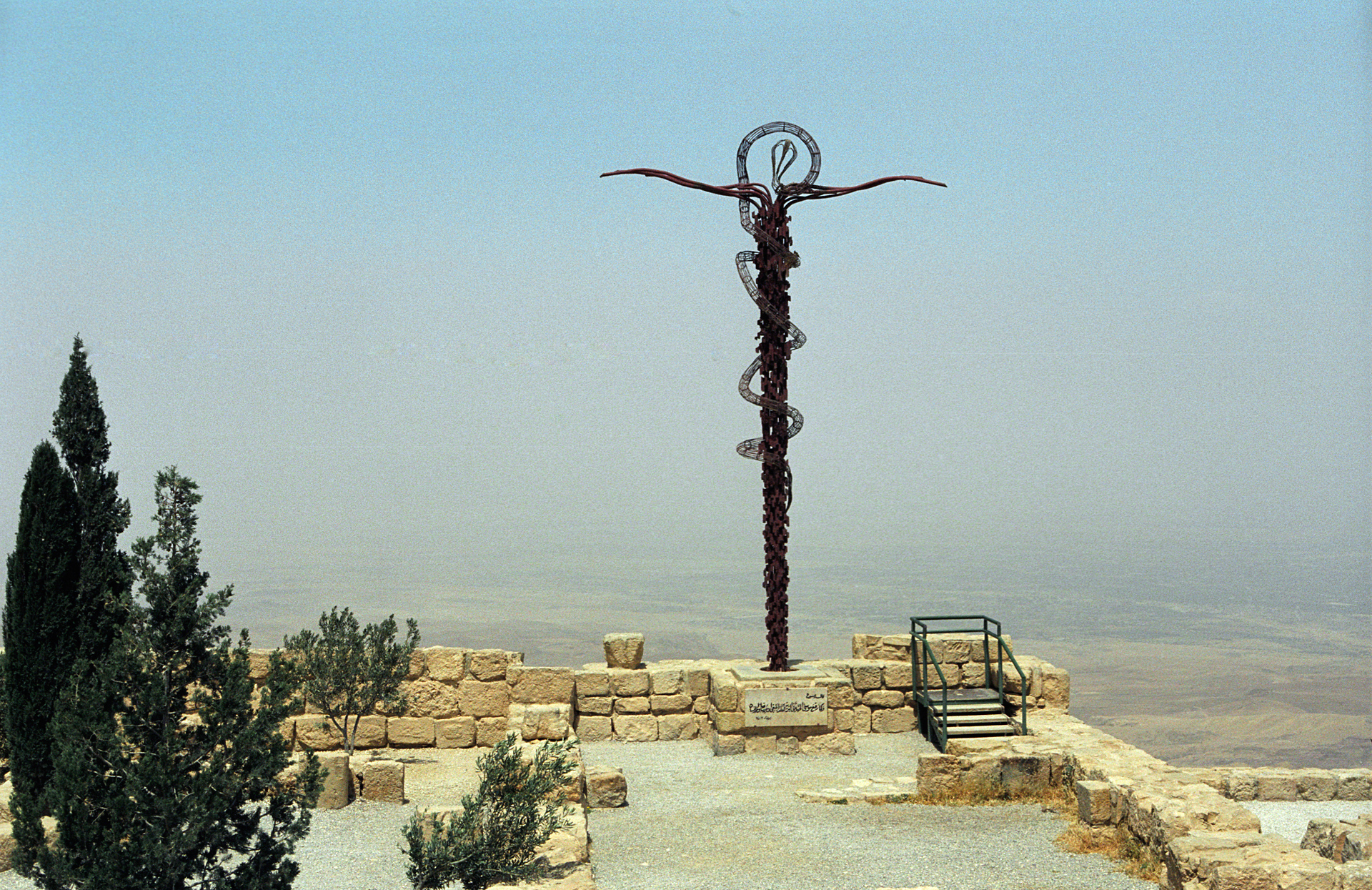
ネボ山。モーゼが死ぬ前に約束の地カナンを見渡した場所であるピスガ山とされる

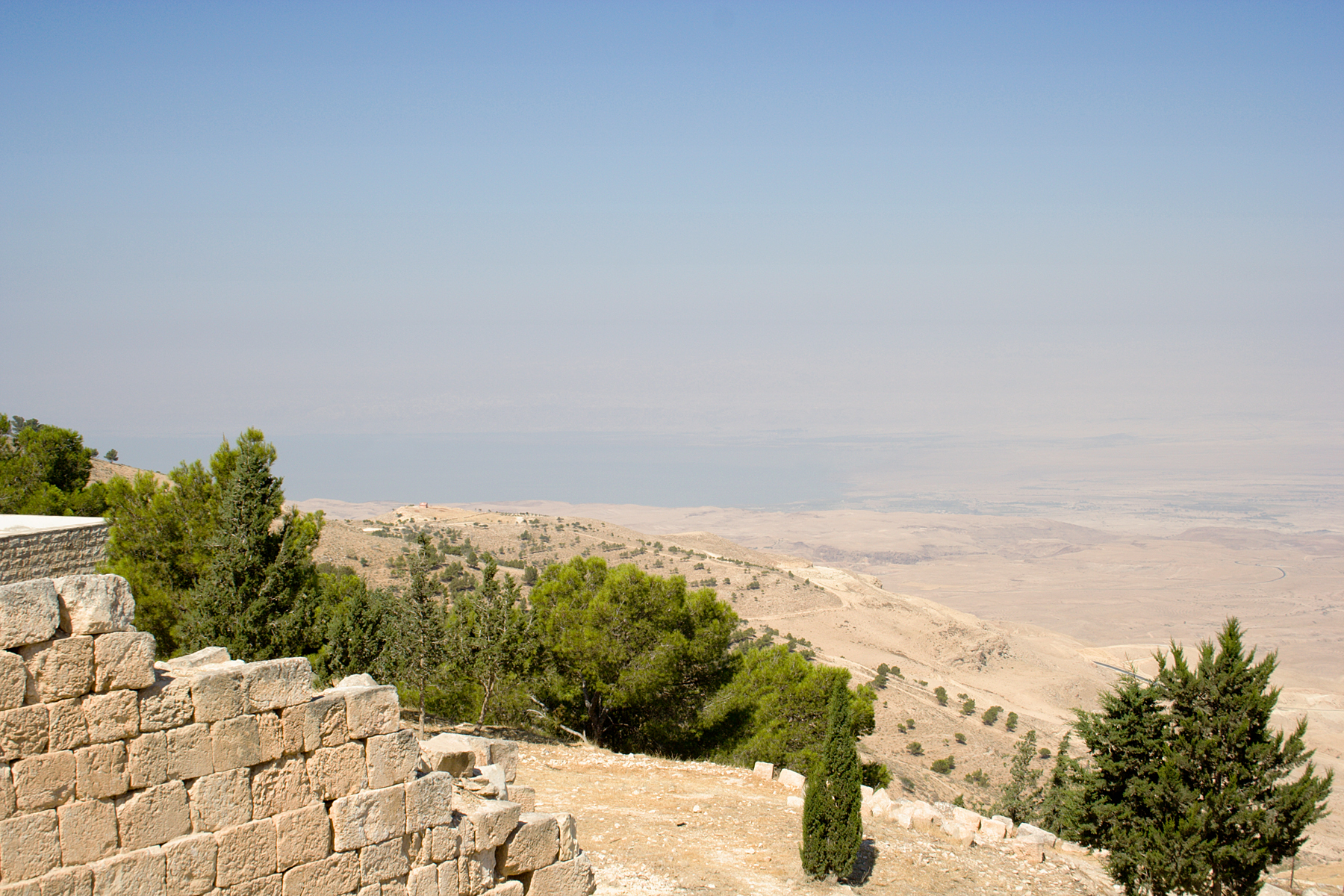
ネボ山から見る死海。晴れた日にはヨルダン川西岸やエルサレムも見える

## 隣接する県
- バルカ県
- アンマン県
- カラク県
- ベツレヘム県

## 下位行政区画

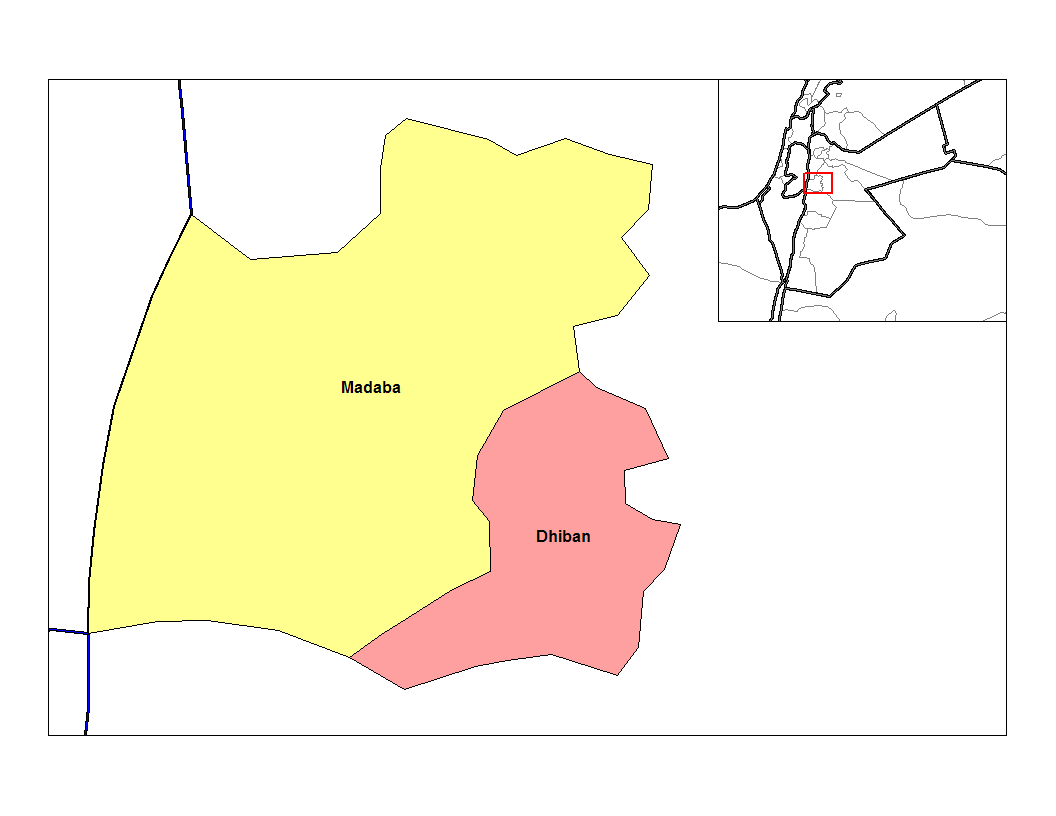
マダバ県の郡

- لواء ذيبان (Liwā' Dhībān) - 中心都市：Dhiban
- لواء قصبة مادبا (Liwā' Qaşabat Mādabā) (Qaṣabah Ma'dabā)